# A Legendary Christmas
A Legendary Christmas è il sesto album in studio (il primo natalizio) del cantante statunitense John Legend, pubblicato nel 2018.

## Descrizione
Il progetto discografico è composto da quattordici canzoni di cui sei che sono brani composti e scritti da Legend, assieme a Ruth-Anne Cunningham, Meghan Trainor, Amy Wadge, Wayne Hector, Raphael Saadiq, quest'ultimo ricoprente inoltre il ruolo di produttore esecutivo.

## Accoglienza
Andy Kellman per AllMusic  afferma che «gli arrangiamenti di Raphael Saadiq e Jamelle Adisa, in stile soul, brillano di energia, e Legend percorre il loro tracciato come se non vedesse l'ora di fare un altro Natale leggendario prossimante». Sal Cinquemani stilando la lista dei Migliori album natalizi del XXI secolo per Billboard, riporta che «anche se i brani composti da Legend non si dimostrano così leggendari come il titolo dell'albumn, il suo baritono vellutato e i canti di Natale vanno insieme come lo zabaione e il brandy».
The Guardian descrive gli arrangiamenti come «ben realizzati e dai toni vintage: corni smorzati con gusto, tamburi che picchiettano dolcemente, abili linee di basso, un'inaspettata interpretazione blues, soul» sebbene riscontri un «atteggiamento trattenuto» nelle performance del cantante. Passando in rassegna i nuovi brani inseriti la rivista riscontra «un materiale tendente al cupo, tetro: pieno di solitudine ed esclusione».

## Riconoscimenti
2020 - Grammy Awards
- Candidatura al migliore album vocale/pop tradizionale

## Tracce

### Edizione standard (2018)
1. What Christmas Means to Me (feat. Stevie Wonder on Harmonica) – 2:41
2. Silver Bells – 3:16
3. Have Yourself a Merry Little Christmas (feat. Esperanza Spalding) – 3:43
4. No Place Like Home – 3:57
5. Bring Me Love – 3:19
6. Merry Christmas Baby/Give Love on Christmas Day – 3:50
7. Christmas Time Is Here – 3:20
8. Waiting for Christmas – 2:35
9. Purple Snowflakes – 2:49
10. The Christmas Song (Chestnuts Roasting on an Open Fire) – 4:15
11. Please Come Home for Christmas – 4:08
12. Wrap Me Up in Your Love – 3:45
13. By Christmas Eve – 3:51
14. Merry Merry Christmas – 4:15

### Edizione deluxe (2019)
1. What Christmas Means to Me (feat. Stevie Wonder on Harmonica) – 2:41
2. Bring Me Love – 3:19
3. This Christmas – 3:03
4. My Favorite Things – 2:54
5. Baby, It's Cold Outside (feat. Kelly Clarkson) – 3:38
6. Christmas In New Orleans – 3:48
7. Silver Bells – 3:16
8. Have Yourself a Merry Little Christmas (feat. Esperanza Spalding) – 3:43
9. No Place Like Home – 3:57
10. Merry Christmas Baby / Give Love on Christmas Day – 3:50
11. Christmas Time Is Here – 3:20
12. By Christmas Eve – 3:51
13. Purple Snowflakes – 2:49
14. The Christmas Song (Chestnuts Roasting on an Open Fire) – 4:15
15. Please Come Home for Christmas – 4:08
16. Wrap Me Up in Your Love – 3:45
17. Waiting for Christmas – 2:35
18. Merry Merry Christmas – 4:15

## Classifiche
| Classifica (2018-2019) | Posizione massima |
| ---------------------- | ----------------- |
| Australia              | 39                |
| Canada                 | 51                |
| Paesi Bassi            | 62                |
| Stati Uniti            | 22                |
| Svezia                 | 17                |